# Michel Murr
 (février 2009).
Si vous disposez d'ouvrages ou d'articles de référence ou si vous connaissez des sites web de qualité traitant du thème abordé ici, merci de compléter l'article en donnant les références utiles à sa vérifiabilité et en les liant à la section « Notes et références ».
Michel Murr (en arabe : ميشال المرّ), né le 29 septembre 1932 à Bteghrine et mort le 31 janvier 2021, est un ingénieur, homme d’affaires et homme politique libanais. 

## Biographie et carrière
Il est élu en 1968 député grec-orthodoxe du Metn. Il échoue aux élections de 1972, mais reste actif dans la vie politique pendant la guerre civile. Il est ministre de l'Habitat et ministre des Postes et Télécommunications entre 1979 et 1980 dans le gouvernement de Salim El-Hoss et ministre des Postes et Télécommunications entre 1980 et 1982 dans le gouvernement de Chafic Wazzan.
Après la guerre, il s'impose comme la force électorale la plus puissante du Metn occupant en conséquence le poste de vice-Premier ministre de 1992 jusqu’en novembre 2000, tout en étant ministre de la Défense (1990-1992) dans les gouvernements d'Omar Karamé et Rachid Solh, puis ministre de l'Intérieur de Rafic Hariri et Salim El-Hoss entre 1994 et 2000.
Il quitte le gouvernement après les élections de 2000, mais conserve son siège de député, acquis en 1991. Son fils, Elias Murr, lui succède au sein du ministère de l’Intérieur dans les deux gouvernements de Rafiq Hariri entre 2000 et 2004.
En octobre 2004, Michel Murr est élu vice-président du Parlement.
Il réussit en 2005 à forger une alliance électorale avec le Courant patriotique libre du général Michel Aoun et conserve ainsi son siège de député et devient membre du Bloc de la réforme et du changement dirigé par l’ancien général.
En 2008, il quitte l'alliance électorale avec le Courant patriotique libre, pour être indépendant de l'influence des deux principaux blocs politiques libanais.
Fin 2008, il s'allie avec le camp opposé pour mener la bataille électorale au Metn aux côtés du parti Phalanges libanaises en vue des prochaines législatives. Le 7 juin, il est élu député malgré de fortes présomptions de fraude électorale.
Il est le grand-père de la femme politique libanaise Nayla Tuéni.
Il décède le 31 janvier 2021 après avoir été contaminé par la COVID19.